# Magnimyiolia trajecticia
Magnimyiolia trajecticia är en tvåvingeart som beskrevs av Ito 1984. Magnimyiolia trajecticia ingår i släktet Magnimyiolia och familjen borrflugor. Inga underarter finns listade i Catalogue of Life.